# 栄 (春秋)
栄（えい）は、中国の春秋時代に存在した諸侯国。現在の河南省鞏義市一帯を支配した。

## 歴代君主
- 栄伯（中国語版）（西周初期）
- 栄子旅（西周早期）[1]
- 夷公（中国語版）（霊王時代）
- 栄叔（中国語版）（春秋時代）